# ロイド・ストリート・グラウンズ
ロイド・ストリート・グラウンズ（Lloyd Street Grounds）は、アメリカのウィスコンシン州ミルウォーキーにかつて存在した野球場。
1901年に発足したアメリカンリーグのミルウォーキー・ブルワーズ（現ボルチモア・オリオールズ）が、その年1年限り本拠地にしていた。ブルワーズは翌年にミズーリ州セントルイスに移転したため、この球場は翌年から使用されなくなり、後年取り壊された（日時は不明）。
本塁及び内野スタンドの裏にロイド・ストリートという道が通っていたため、球場名がロイド・ストリート・グラウンズになった。
| 前本拠地： n/a - | ボルチモア・オリオールズの本拠地 1901 - （1シーズン限り） | 次本拠地： スポーツマンズ・パーク 1902 - 1953 |